# Antianira (nimfa)
|  | Aquest article tracta sobre la nimfa. Vegeu-ne altres significats a «Antianira (princesa)». |

Segons la mitologia grega, Antianira (llatí Antianeira, grec Ἀντιάνειρα) va ser una nimfa, amant d'Apol·lo amb qui segons unes versions hauria tingut el fill, Ídmon, un dels argonautes a qui son pare va donar la capacitat de vaticinar. Seria filla de Feres, neta de Creteu i besneta de Jàson, però això sembla una invenció de l'escriptor dels Argonautica Orphica. L'escoliasta Apol·loni Rodi en canvi atribueix la maternitat d'Idmó a la deessa Astèria.